# Steatomys cuppedius
Steatomys cuppedius är en däggdjursart som beskrevs av Thomas och Hinton 1920. Steatomys cuppedius ingår i släktet fettmöss och familjen Nesomyidae. IUCN kategoriserar arten globalt som livskraftig. Inga underarter finns listade i Catalogue of Life.
Arten har en bekräftad utbredning i Senegal och Gambia. Kanske sträcker sig utbredningsområdet till södra Niger och norra Nigeria. Steatomys cuppedius vistas i låglandet och i kulliga områden mellan 200 och 600 meter över havet. Den lever i gräsmarker med några glest fördelade buskar.
Denna fettmus blir 120 till 143 mm lång (huvud och bål), har en 46 till 54 mm lång svans och väger 13 till 22 g. Den har 15 till 17 mm långa bakfötter och 13 till 14 mm långa öron. Steatomys cuppedius lagrar liksom andra släktmedlemmar fett i kroppen före den torra perioden och den är vid dessa tillfällen betydlig tyngre. Arten har sandfärgad mjuk päls på ovansidan med grå skugga och undersidan är täckt av vitaktig päls. Ovansidan är fram mot ryggens topp mörkast. Svansen är bara täckt av några glest fördelade vita hår.
Individerna är aktiva på natten och de går främst på marken. Arten håller sommardvala (en form av torpor) under den torra perioden.